# Енджел – Норт-Ранкін
Енджел – Норт-Ранкін (Angel – North Rankin) – ошфорний газопровід у Індійському океані біля західного узбережжя Австралії, що є частиною газозбірної мережі газопереробного заводу Каррата.
В 2008 році в районі з глибиною моря 80 метрів встановили платформу на газовому родовище Енджел. Для видачі продукції від неї проклали трубопровід довжиною 49 кілометрів та діаметром 750 мм, який підключили до газопроводу Норт-Ранкін – Каррата в районі родовища Норт-Ранкін, що лежить в районі з глибиною моря 125 метрів. Роботи зі спорудження основної ділянки Енджел – Норт-Ранкін виконало трубоукладальне судно «DB30», тоді як врізку до існуючого трубопроводу провело будівельне судно «Rockwater 2».
В 2022-му почалась розробка газового родовища Ламберт-Діп (частина проекту Greater Western Flank 3, GWF-3), яке підключили до платформи Енджел за допомогою трубопроводу завдовжки 14 кілометрів з діаметром 250 мм.